# Stazione di Algajola
La stazione di Algajola (in francese: Gare de Algajola, in corso: Gara di Algaghjola) è una stazione ferroviaria della linea Ponte Leccia – Calvi a servizio dell'omonimo comune corso.
Di proprietà della Collectivité Territoriale de la Corse (CTC), è gestita dalla Chemins de fer de la Corse (CFC).

## Storia
È stata aperta nel 1890 assieme al tronco Palasca – Calvi della ferrovia Ponte Leccia-Calvi.
Nel 2004, il fabbricato viaggiatori è stato chiuso all'accesso da parte dell'utenza per essere poi reimpiegato, nel 2006, come ufficio informazioni turistiche. Nel 2008 è stata riaperta la sala d'aspetto e l'Ufficio Movimento.

## Strutture ed impianti
La stazione è dotata del tipico fabbricato viaggiatori delle linee corse in stile francese.
Il piazzale è dotato del binario di corsa e di quello riservato agli incroci e alle precedenze. È presente un magazzino merci ora adibito a teatro.

## Movimento
L'impianto è servito dai servizi della CFC sia della direttrice Ponte Leccia – Calvi sia del tram della Balagna (Isola Rossa – Calvi). Di quest'ultimo servizio ferroviario la stazione funge da punto di incrocio.